# バークレー (カリフォルニア州)
バークレー（Berkeley [ˈbərkli]）は、アメリカ合衆国カリフォルニア州のアラメダ郡にある都市。人口は12万4321人（2020年）。サンフランシスコ・ベイエリア内、サンフランシスコ湾東岸にある都市で、オークランドの北に隣接する。カリフォルニア大学システムの発祥校であるカリフォルニア大学バークレー校やローレンス・バークレー国立研究所がある。
地名は発音記号に基づくと「バークリー」が適切だが、日本では「バークレー」が定着している。
全米で政治的・社会的に最も進歩的な都市として知られている。60年代のヒッピー文化の発祥の地でもある。2014年には住民投票で、肥満や糖尿病を防ぐことを目的に炭酸飲料に課税する「ソーダ税」を、アメリカで初めて2015年1月1日から導入することとした。

## 地名の由来
バークレーという地名は18世紀イギリス（アイルランド）の経験論哲学者、ジョージ・バークリーに由来する。バークリーは、英領バミューダでの高等教育機関の設立を志してニューイングランドに渡るなど、新世界での高等教育に夢をもっていた人物であった。彼は1725年に発表した詩｢アメリカにおける学問と芸術の将来について」において、アングロ＝サクソン文明の発展について、「帝国は西に向かってその歩みを進める」（Westward the course of the Empire takes its way）という言葉を残したが、この言葉は独立後のアメリカでは、共和国アメリカの、西方への発展という「マニフェスト・デスティニー（明白な使命）」を象徴するものとして受け入れられた。19世紀後半になって、カリフォルニア州政府は鉱山学校（California Mining College）を設立するため、サンフランシスコ湾東岸の適当な場所を探すことにした。調査団のメンバーたちは、湾の東岸、現在のバークレー付近に来た際、金門海峡（今はゴールデンゲートブリッジが掛かっている）の対岸に位置し、海峡を通して太平洋を望むこの地が、アメリカの西方への発展を象徴するような位置にあることにインスピレーションを受け、またバークリーの新世界における高等教育発展の夢を想起して、この地をバークレーと命名した。1868年に設立された鉱山学校が後にカリフォルニア大学バークレー校へと発展したのである。

## 交通
バークレー市の公共交通は、主にバート（BART）、AC Transit （バス）によってサービスされている。周辺を走る主要な高速道路としては、I-80、I-580、I-880などがある。

## 地理・気候
町の背後（東側）にはバークレー･ヒルズと呼ばれる丘陵地（最高点570m）が南北に伸び、町はこの丘陵と西のサンフランシスコ湾の間に、丁度六甲山を背景とする神戸市のような形で広がっている。六甲山の場合と同様、山麓には活断層（ヘイワード断層）が伸び、今後数十年のうちには高い確率で大規模な地震が起きることが予測されている。気候は年間を通じて温暖な地中海性気候で、太平洋の寒流に直接洗われ、霧の多いサンフランシスコに比べれば暖かく、夏にはバークレー･ヒルズが内陸の暑い空気の侵入を防いで涼しく、非常に過ごし易い気候であるが、初夏と、初秋には内陸からの暑い空気の侵入によるインディアンサマーで、最高気温が30度をこえる事もある。1年のうち、4月から10月は乾期でほとんど雨が降る事はなく、11月から3月まで雨期でしばしばストームの訪れにより、大雨が降ることもある。
| カリフォルニア州バークレー (1981–2010年)の気候 | カリフォルニア州バークレー (1981–2010年)の気候 | カリフォルニア州バークレー (1981–2010年)の気候 | カリフォルニア州バークレー (1981–2010年)の気候 | カリフォルニア州バークレー (1981–2010年)の気候 | カリフォルニア州バークレー (1981–2010年)の気候 | カリフォルニア州バークレー (1981–2010年)の気候 | カリフォルニア州バークレー (1981–2010年)の気候 | カリフォルニア州バークレー (1981–2010年)の気候 | カリフォルニア州バークレー (1981–2010年)の気候 | カリフォルニア州バークレー (1981–2010年)の気候 | カリフォルニア州バークレー (1981–2010年)の気候 | カリフォルニア州バークレー (1981–2010年)の気候 | カリフォルニア州バークレー (1981–2010年)の気候 |
| 月                                             | 1月                                            | 2月                                            | 3月                                            | 4月                                            | 5月                                            | 6月                                            | 7月                                            | 8月                                            | 9月                                            | 10月                                           | 11月                                           | 12月                                           | 年                                             |
| ---------------------------------------------- | ---------------------------------------------- | ---------------------------------------------- | ---------------------------------------------- | ---------------------------------------------- | ---------------------------------------------- | ---------------------------------------------- | ---------------------------------------------- | ---------------------------------------------- | ---------------------------------------------- | ---------------------------------------------- | ---------------------------------------------- | ---------------------------------------------- | ---------------------------------------------- |
| 最高気温記録 °F （°C）                         | 77 (25)                                        | 80 (27)                                        | 87 (31)                                        | 95 (35)                                        | 101 (38)                                       | 107 (42)                                       | 99 (37)                                        | 104 (40)                                       | 106 (41)                                       | 99 (37)                                        | 86 (30)                                        | 80 (27)                                        | 107 (42)                                       |
| 平均最高気温 °F （°C）                         | 58.4 (14.7)                                    | 61.6 (16.4)                                    | 64.2 (17.9)                                    | 66.8 (19.3)                                    | 69.7 (20.9)                                    | 73.2 (22.9)                                    | 73.9 (23.3)                                    | 74.3 (23.5)                                    | 74.8 (23.8)                                    | 72.5 (22.5)                                    | 64.8 (18.2)                                    | 58.6 (14.8)                                    | 67.8 (19.9)                                    |
| 平均最低気温 °F （°C）                         | 42.0 (5.6)                                     | 44.2 (6.8)                                     | 45.7 (7.6)                                     | 46.5 (8.1)                                     | 49.4 (9.7)                                     | 51.7 (10.9)                                    | 53.0 (11.7)                                    | 53.9 (12.2)                                    | 53.4 (11.9)                                    | 51.5 (10.8)                                    | 46.6 (8.1)                                     | 42.6 (5.9)                                     | 48.4 (9.1)                                     |
| 最低気温記録 °F （°C）                         | 25 (−4)                                        | 29 (−2)                                        | 33 (1)                                         | 36 (2)                                         | 36 (2)                                         | 40 (4)                                         | 40 (4)                                         | 42 (6)                                         | 38 (3)                                         | 38 (3)                                         | 33 (1)                                         | 25 (−4)                                        | 25 (−4)                                        |
| 降水量 inch （mm）                             | 4.98 (126.5)                                   | 5.21 (132.3)                                   | 3.86 (98)                                      | 1.66 (42.2)                                    | 0.86 (21.8)                                    | 0.15 (3.8)                                     | 0.01 (0.3)                                     | 0.06 (1.5)                                     | 0.24 (6.1)                                     | 1.37 (34.8)                                    | 3.30 (83.8)                                    | 5.04 (128)                                     | 26.74 (679.2)                                  |
| 出典：Western Regional Climate Center          |                                                |                                                |                                                |                                                |                                                |                                                |                                                |                                                |                                                |                                                |                                                |                                                |                                                |

## 姉妹都市
- - イェーナ、ドイツ

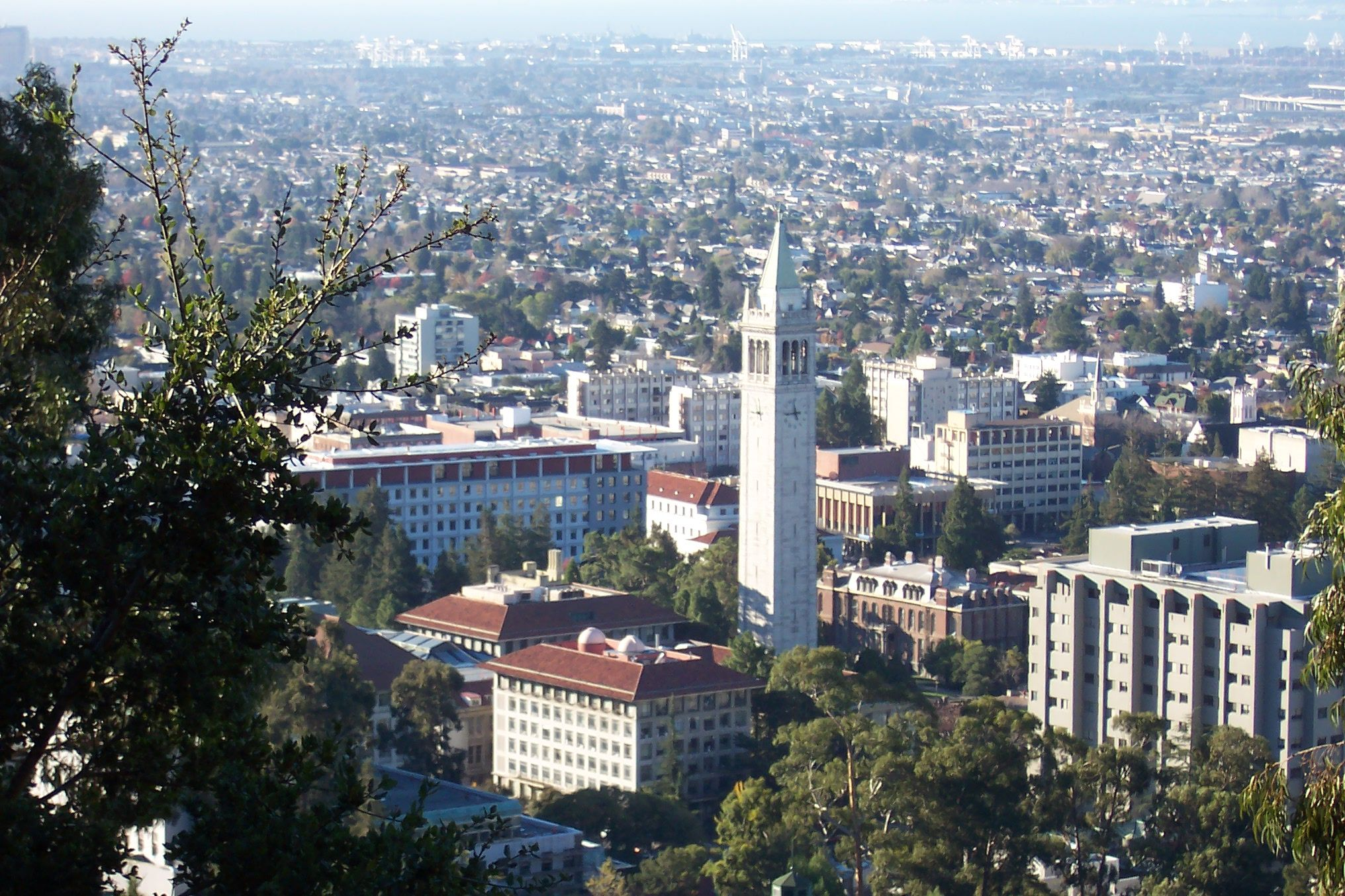
丘からの眺め

- - ウマ・バワン、マレーシア
- - ウラン・ウデ、ロシア・ブリヤート共和国
- - オーカシー、南アフリカ共和国
- - 海淀区、中華人民共和国、北京
- - 堺市、日本
- - サン・アントニオ・ロス・ランチョス、エルサルバドル
- - パルマ・ソリアノ、キューバ
- - ブラックフィート・ネイション、アメリカ合衆国
- - ユロック、アメリカ合衆国
- - ヨンダ、コロンビア
- - レオン、ニカラグア